# Босёйлстадион
Босёйлстадион (нидерл. Bosuilstadion) — футбольный стадион в Антверпене, построенный в 1923 году и торжественно открыт 1 ноября. Это домашняя арена футбольного клуба Антверпен.

## История
Бельгийский стадион был открыт в 1923 году и с тех пор является домашней ареной королевского антверпенского клуба. Открылась арена 1 ноября 1923 года матчем сборных Бельгии и Англии по футболу, который завершился ничьей 2:2. Спортивное сооружение вмещает 16 144 зрителя, из которых 800 - это крытые VIP-места. Расположен стадион в районе Дюрн. С 2017 по 2020 годы была проведена реконструкция данного спортивного сооружения. 

## События
На стадионе "Босёйлстадион" состоялась переигровка финала Кубка обладателей кубков Европы 1964 года, в которой победу в турнире себе обеспечил португальский футбольный клуб "Спортинг", финалистом турнира был будапештский "МТК". 
Здесь, на этой арене, также проходил полуфинал Евро-1972 между сборными Бельгией и ФРГ, победу в котором одержала немецкая команда. 
На стадионе было сыграно много товарищеских международных матчей сборной Бельгии, многие из которых были против Нидерландов, однако спортивное сооружение не принимало международных матчей со времён товарищеского матча сборной Германии против Бразилии в 1988 году.
Осенью 2023 года на этом стадионе ФК Антверпен принимал домашние матчи в групповом турнире Лиги чемпионов УЕФА 2023/2024 года. Сюда пожаловали Шахтёр-Донецк, Порту и Барселона.